# Майданик Любов Романівна
Любов Романівна Майданик (нар. 21 травня 1987 року, Київ, Україна) – заступниця директора Українського національного офісу інтелектуальної власності та інновацій (УКРНОІВІ, також відомий як IP офіс), голова Апеляційної комісії УКРНОІВІ. Координує напрям розвитку креативних секторів економіки. У сфері інтелектуальної власності – понад 10 років. Активно працює в галузі авторського права і суміжних прав, зокрема щодо узгодження законодавства України зі стандартами ЄС. Доцентка, кандидатка юридичних наук. Член ALAI (Association Littéraire et Artistique Internationale, founded in Paris in 1878 by Victor Hugo).

#### Освіта
У 2010 році завершила навчання на юридичному факультеті Київського національного університету імені Тараса Шевченка за спеціальністю «Правознавство» (магістр, диплом з відзнакою).
У 2015 році отримала диплом магістра за спеціальністю «Інтелектуальна власність» після завершення навчання в Інституті інтелектуальної власності Національного університету «Одеська юридична академія».

#### Професійна та викладацька діяльність
Протягом 2013 – 2014 років – старша викладачка кафедри цивільного права та правового забезпечення туризму юридичного факультету Київського університету туризму економіки і права.
У 2014 – 2019 роках – асистентка кафедри інтелектуальної власності юридичного факультету Київського національного університету імені Тараса Шевченка. 
З 2019 року і до цього часу – доцентка кафедри інтелектуальної власності та інформаційного права Навчально-наукового інституту права Київського національного університету імені Тараса Шевченка.
З жовтня 2023 року долучилася до команди ІР офісу як координатор напряму розвитку сфери авторського права і суміжних прав.
З 15 квітня 2024 року – заступниця директора УКРНОІВІ. 

#### Наукова діяльність
У 2013 році здобула науковий ступінь кандидата юридичних наук, захистивши дисертацію на тему «Колективне управління майновими авторськими і суміжними правами за цивільним законодавством України».
Авторка понад 50 наукових та навчально-методичних праць з тематики інтелектуальної власності.
Сфера наукових досліджень та інтересів: право інтелектуальної власності, авторське право і суміжні права, право інтелектуальної власності ЄС, правові відносини щодо прав інтелектуальної власності в епоху цифровізації.

#### Відзнаки
Лауреатка Премії Президента України для молодих вчених 2015 року.